# ديريك هوكينز
ديريك هوكينز (18 مايو 1935 - 27 نوفمبر 2010) (بالإنجليزية: Derek Hawkins)‏ هو لاعب كريكت بريطاني.